# Протонний насос
Протонний насос — інтегральний мембранний білковий насос, який створює протонний градієнт через біологічну мембрану. Протонні насоси каталізують такі реакції:
H+[з одного боку біологічної мембрани] + енергія  H+[по інший бік мембрани]
Механізми засновані на індукованих енергією конформаційних змінах структури білка або на Q-циклі.
Під час еволюції, протонні насоси неодноразово виникали незалежно один від одного. Таким чином, не тільки в природі, але й в окремих клітинах можна знайти різні протонні насоси, які еволюційно не пов’язані. Протонні насоси поділяються на різні основні класи насосів, які використовують різні джерела енергії, мають різні поліпептидні композиції та еволюційне походження.

## Функція
Транспортування позитивно зарядженого протона зазвичай є електрогенним, тобто створює електричне поле через мембрану, яке також називають мембранним потенціалом. Перенесення протонів стає електрогенним, якщо не нейтралізується електрично транспортом або відповідного негативного заряду в тому ж напрямку, або відповідного позитивного заряду в протилежному напрямку. Прикладом протонного насоса, який не є електрогенним, є протонно-калієвий насос слизової оболонки шлунка, який каталізує збалансований обмін протонів та іонів калію.
Комбінований трансмембранний градієнт протонів і зарядів, створений протонними насосами, називається електрохімічним градієнтом. Електрохімічний градієнт являє собою запас енергії (потенційну енергію), який можна використовувати для керування безліччю біологічних процесів, таких як синтез АТФ, поглинання поживних речовин і формування потенціалу дії.
При клітинному диханні протонний насос використовує енергію для транспортування протонів з матриці мітохондрій у міжмембранний простір. Це активний насос, який генерує градієнт концентрації протонів через внутрішню мітохондріальну мембрану, оскільки зовні матриці більше протонів, ніж усередині. Різниця в pH і електричному заряді (без урахування відмінностей у буферній місткості) створює електрохімічну різницю потенціалів, яка працює подібно до батареї або блоку накопичення енергії для клітини. Цей процес також можна розглядати як аналогічний їзді на велосипеді в гору або зарядці акумулятора для подальшого використання, оскільки він виробляє потенційну енергію. Протонний насос не створює енергію, а формує градієнт, який накопичує енергію для подальшого використання.